# HMS Kelvin
HMS Kelvin – brytyjski niszczyciel z okresu II wojny światowej, należący do typu K (J/K/N), w służbie Royal Navy w latach 1939–1949. Nosił znaki taktyczne F37, później G37. Podobnie jak inne okręty tego typu, służył głównie na Morzu Śródziemnym. Był jednym z dwóch niszczycieli typu K, które przetrwały wojnę.
Za służbę przyznano HMS „Kelvin” 8 wyróżnień battle honours (honorów bitewnych): Atlantyk 1940, Spartivento 1940, Kreta 1941, Morze Śródziemne 1941–1943, Syrta 1942, konwoje maltańskie 1942, Normandia 1944, Morze Egejskie 1944.

## Budowa
Okręt zamówiono w kwietniu 1937 i stępkę pod jego budowę położono 5 października 1937 w stoczni Fairfield Shipbuilding and Engineering Company w Govan w Szkocji, a kadłub wodowano 19 stycznia 1939. Okręt wszedł do służby w Royal Navy 27 listopada 1939. Był to drugi okręt noszący tę nazwę. W tej samej stoczni budowano też równocześnie niszczyciel HMS „Juno” identycznego typu J. Koszt budowy bez uzbrojenia i wyposażenia łączności wyniósł 391.046 funtów.

## Służba

### Morze Północne 1939–1940
„Kelvin” wszedł do służby wkrótce po wybuchu II wojny światowej i po szkoleniu 10 stycznia 1940 wszedł w skład 9. Dywizjonu 5. Flotylli Niszczycieli, dowodzonej przez kmdra Louisa Mountbattena, grupującej okręty typu K. Flotylla ta wchodziła w skład Floty Metropolii (Home Fleet), bazując początkowo głównie w Scapa Flow. Przez pierwsze miesiące razem z niszczycielami flotylli przeważnie patrolował i eskortował konwoje na Morzu Północnym, kilkakrotnie też atakował bezskutecznie okręty podwodne. W czasie remontu uszkodzonego 14 grudnia 1939 HMS „Kelly”, „Kelvin” był okrętem flagowym flotylli. 16 stycznia 1940 „Kelvin” miał kolizję z niszczycielem „Kimberley”, po czym był naprawiany w Clyde do 2 lutego 1940. W marcu 1940 ponownie miał naprawiane poszycie.
Tuż przed niemieckim atakiem na Norwegię, 8 kwietnia „Kelvin” patrolował w rejonie Stavanger z krążownikami HMS „Arethusa” i „Galatea” i niszczycielami brytyjskimi i polskimi, lecz bez kontaktu z nieprzyjacielem. Wraz z „Burzą” atakował domniemany okręt podwodny, który okazał się prawdopodobnie wrakiem. 9 kwietnia siły te dołączyły na Morzu Północnym do sił głównych adm. Forbesa, lecz o godz. 4 rano tego dnia „Kelvin” miał kolizję z niszczycielem „Kashmir”, uszkadzając sobie dziób. Remont trwał do 25 maja 1940. Zmieniono mu wówczas znak taktyczny z F37 na G37.
Po remoncie, „Kelvin” powrócił do zadań eskortowych i patrolowania w północnych rejonach Wielkiej Brytanii, a także eskortowania głównych sił Home Fleet. 31 sierpnia 1940 „Kelvin” pod flagą komandora Mountbattena wraz z HMS „Jupiter”, „Jackal” i „Vortigern” osłaniał niszczyciele 20. Flotylli w akcji minowania wód holenderskich na północny zachód od Texel, podczas której utracono na niemieckich minach niszczyciele „Esk” i „Ivanhoe”. 1 września „Kelvin” dobił torpedą ciężko uszkodzony „Ivanhoe”, następnie brał udział w holowaniu uszkodzonego HMS „Express”.
Od początku października został przydzielony do Dowództwa Zachodnich Podejść. W nocy 10-11 października 1940 wziął udział w operacji Medium, ostrzeliwując wraz z pancernikiem HMS „Revenge” i niszczycielami 5. Flotylli port w Cherbourgu. W nocy 17-18 października wraz z niszczycielami 5. Flotylli i dwoma krążownikami wziął udział w potyczce z niemieckimi niszczycielami „Hans Lody”, „Karl Galster” i „Friedrich Ihn”, z dużej odległości, bez strat po obu stronach.

### Morze Śródziemne 1940
23 listopada 1940 „Kelvin” wraz z HMS „Jaguar” został przebazowany do Gibraltaru i czasowo przydzielony do 8 Flotylli Niszczycieli, w celu wsparcia operacji Collar dowozu zaopatrzenia na Maltę. Brał w niej udział w składzie Zespołu H, eskortując  m.in. lotniskowiec „Ark Royal” (podczas tej operacji doszło do starcia koło przylądka Spartivento).

### Morze Północne 1940-1941
W grudniu 1940 „Kelvin” powrócił na wody Metropolii, eskortując konwoje i patrolując z bazy Plymouth w składzie sił Podejść Południowo-Zachodnich. 28 i 29 marca 1941 osłaniał operacje GX i GY stawiania min pod Brestem.

### Morze Śródziemne 1941–1943
W kwietniu 1941 „Kelvin” został przeniesiony z 5. Flotyllą oraz krążownikiem HMS „Dido” i stawiaczem min HMS „Abdiel” do Floty Śródziemnomorskiej i 28 kwietnia dotarł na Maltę, w osłonie operacji Dunlop dostarczenia samolotów na Maltę z Gibraltaru. Na Malcie został włączony do Zespołu K (Force K) dowodzonego przez Louisa Mountbattena, działającego przeciwko żegludze pomiędzy Włochami a Afryką (w jego skład wchodziły wówczas niszczyciele HMS „Kelly”, „Kelvin”, „Kipling”, „Kashmir”, „Jackal”, „Jersey” i krążownik „Gloucester”). Po pierwszej akcji zespołu, między 2 a 9 maja „Kelvin” z częścią niszczycieli został zablokowany w porcie Valletcie na skutek zatonięcia w wejściu do portu niszczyciela „Jersey” i zaminowania wód. 9 maja niszczyciele wzięły udział w osłonie płynącego na Maltę konwoju operacji Tiger i 10 maja 1941 „Kelvin” wraz z „Jackal”, „Kashmir”, „Kipling” i „Kelly” bombardował Bengazi, po czym okręty były atakowane nieskutecznie przez samoloty niemieckie.
Od 21 maja 1941 „Kelvin” z zespołem K uczestniczył w bitwie o Kretę, przydzielony do zespołu A-1, głównie patrolując i osłaniając siły, bez kontaktu z wrogiem. W nocy 28/29 maja wraz z HMAS „Napier”, „Nizam” i HMS „Kandahar” ewakuował 608 żołnierzy ze Sfakii do Aleksandrii (jako Zespół C). 30 maja podczas kolejnego rejsu został uszkodzony bliskim wybuchem niemieckiej bomby lotniczej niedaleko Aleksandrii, po czym był remontowany w Bobmaju od czerwca do grudnia 1941. Po remoncie wszedł w skład 7. Flotylli Niszczycieli, wracając w styczniu 1942 do Aleksandrii.
W styczniu 1942 brał udział w operacjach konwojowych MF-3 i MF-4 na Maltę, w lutym MF-5. 22 marca 1942 brał udział w II bitwie pod Syrtą, w osłonie konwoju na Maltę MW-10, nie dopuszczając przeważających włoskich sił do konwoju.
16 kwietnia 1942 wraz z „Kipling” wziął udział w operacji Lighter, wysadzając w Kuphorisi na Krecie desant 11. Batalionu Royal Marines w celu zniszczenia radiostacji. 12-16 czerwca 1942 brał udział w zakończonej niepowodzeniem  operacji Vigorous – osłonie konwoju z Aleksandrii na Maltę, podczas której dochodziło do licznych starć z lotnictwem.
13 sierpnia 1942 wraz z krążownikami HMS „Arethusa” i „Cleopatra” i niszczycielami „Javelin”, „Sikh” i „Zulu” bombardował Rodos (operacja dywersyjna dla konwoju operacji Pedestal).
Wszedł następnie w skład Zespołu K (Force K), działającego z Malty. 2 grudnia 1942 wziął udział w składzie Zespołu K, wraz z niszczycielami „Jervis”, „Nubian” i „Javelin” w potyczce, w której zatopiono włoski torpedowiec „Lupo” koło wysp Karkanna, ratujący rozbitków i dobito uszkodzony przez lotnictwo parowiec „Veloce” (5451 BRT).
W składzie Zespołu K „Kelvin” 8/9 stycznia 1943 zatopił wraz z niszczycielem „Nubian” 3 szkunery, 16 stycznia wraz z „Javelin” i „Nubian” zatopił transportowiec „D’Annunzio” (4537 BRT) koło Lampedusy, a 20 stycznia wraz z „Javelin” zatopił pod Trypolisem kilka małych włoskich statków i pomocniczych trałowców. W nocy 22/23 stycznia z krążownikami „Cleopatra” i „Euryalus” oraz niszczycielami „Jervis”, „Nubian” i „Javelin” ostrzeliwał drogi odwrotu włoskich jednostek pancernych pod Zuara.
W kolejnych miesiącach nadal działał na Morzu Śródziemnym. 5 i 7 kwietnia osłaniał z HMS „Paladin” stawianie min przez HMS „Abdiel” w kanale Skerki.

### Wody brytyjskie 1944
W czerwcu 1943 skierowany do remontu w Chatham w Wielkiej Brytanii, trwającego do marca 1944. Przydzielony następnie do 23. Flotylli Niszczycieli Home Fleet w Scapa Flow, brał udział w ćwiczeniach Zespołu S przed inwazją. Wziął następnie udział lądowaniu w Normandii, eskortując siły desantowe i wspierając od 6 czerwca 1944 artylerią wojska na odcinku Sword. 10 czerwca podczas patrolu, ścigał niemieckie kutry torpedowe po ataku na konwój koło wyspy Wight, lecz bezskutecznie. 12 czerwca zawiózł w rejon walk premiera Winstona Churchilla i generała Smutsa. Pełnił następnie dalej służbę na wodach kanału La Manche, z Plymouth. We wrześniu przeszedł krótki remont w Sheerness.

### Morze Śródziemne 1944-1945
W październiku 1944 „Kelvin został przeniesiony ponownie na Morze Śródziemne, w skład 14 Flotylli Niszczycieli. Brał udział w walkach o wyspy na wschodnim Morzu Śródziemnym. Brał udział w operacjach na wodach Dodekanezu, m.in. bombardował Tilos w listopadzie 1944. W grudniu zatopił z niszczycielem HMS „Tuscan” dwie barki desantowe. Pozostał na tym obszarze do końca wojny.
Po wojnie „Kelvin” powrócił do Wielkiej Brytanii. W styczniu 1946 wycofano go do rezerwy w Dartmouth, następnie w Harwich. W lutym 1948 skreślony z listy floty i sprzedany na złom do West of Scotland Shipbreakers, po czym 6 kwietnia 1949 przybył do stoczni złomowej w Troon.
Dowódcy:
- 26 października 1939 – 23 czerwca 1940: Lt Cdr (kmdr ppor) John L. Machin
- 23 czerwca 1940 – 24 kwietnia 1942: Cdr (kmdr por.) John H. Allison
- 24 kwietnia 1942 – 24 marca 1943: Cdr (kmdr por.) Michael Southcote Townsend
- 24 marca 1943 – ok. czerwca 1943 (remont): Lt. Cdr (kmdr ppor.) John Travis Beaufoy Birch
- 7 lutego 1944 – lipiec 1945: Lt. Cdr (kmdr ppor.) Robert Meryon William MacFarlan

## Dane techniczne

### Uzbrojenie
Uwaga – informacje dotyczące zmian uzbrojenia i wyposażenia odnoszą się ogólnie do okrętów typu K, daty zmian w przypadku konkretnego okrętu są orientacyjne.
- 6 dział 120 mm QF Mk XII na podwójnych podstawach CP Mk XIX, osłoniętych maskami (3xII)
  - długość lufy: L/45 (45 kalibrów), donośność maksymalna 15 520 m, kąt podniesienia +40°, masa pocisku 22,7 kg

- 1 działo plot 102 mm QF Mk V na podstawie HA Mk III (między 1940/41 a 1942/43 zamiast aparatu torpedowego)
  - długość lufy: L/45, kąt podniesienia +80°, masa pocisku 14,06 kg

- 4 automatyczne armaty przeciwlotnicze 40 mm Vickers Mk VIII („pom-pom”) poczwórnie sprzężone na podstawie Mk VII (1xIV)
- 2-10 automatycznych działek plot 20 mm Oerlikon 20 mm (od 1941, ilość stopniowo wzrastała, 2xI do 6xI, później 4xII i 2xI))
- 8 wkm plot 12,7 mm Vickers Mk III (2xIV) (do 1941)
- 10 wyrzutni torpedowych 533 mm w dwóch aparatach torpedowych PR Mk II (2xV), 10 torped Mk IX (pomiędzy 1940/41 a 1942/43 – 5 wyrzutni)
- 1 zrzutnia na 6 bomb i 2 miotacze bomb głębinowych (20-45 bomb głębinowych)

Wyposażenie
- hydrolokator Asdic
- system kierowania ogniem artylerii: dalocelownik (DCT) i główny dalmierz (na nadbudówce dziobowej)
- radar dozoru ogólnego Typ 286 (od 1941, na głównym maszcie), później Typ 291
- radar kierowania ogniem plot Typ 285 (od 1941, na stanowisku dalmierza)
- radar dozoru nawodnego Typ 271 (w II połowie wojny, na śródokręciu)
- radar dozoru nawodnego Typ 293 (pod koniec wojny na maszcie głównym)